# Prémery
Prémery ist eine französische Gemeinde mit 1782 Einwohnern (Stand 1. Januar 2022) im Département Nièvre in der Region Bourgogne-Franche-Comté. Sie gehört zum Arrondissement Cosne-Cours-sur-Loire und zum Kanton La Charité-sur-Loire. Die Bewohner werden Prémerycois und Prémerycoises genannt.

## Geographie
Die Gemeinde liegt in der Landschaft Nivernais am Fluss Nièvre d’Arzembouy, einem linken, östlichen Nebenfluss der Nièvre, rund 20 Kilometer nordöstlich von Nevers, wo das Gewässersystem von rechts in die Loire mündet. Das landwirtschaftlich genutzte Flusstal bei Prémery wird beiderseits von Waldgebieten begleitet. Nachbargemeinden sind Giry im Norden, Oulon im Nordosten, Lurcy-le-Bourg im Osten, Nolay im Süden, Sichamps im Südwesten und Dompierre-sur-Nièvre im Westen und Nordwesten.

## Bevölkerungsentwicklung
| Jahr                       | 1962 | 1968 | 1975 | 1982 | 1990 | 1999 | 2008 | 2020 |
| Einwohner                  | 2815 | 3056 | 2787 | 2603 | 2377 | 2201 | 2023 | 1823 |
| Quellen: Cassini und INSEE |      |      |      |      |      |      |      |      |

## Sehenswürdigkeiten
- Kirche Saint-Marcel aus dem 13. und 14. Jahrhundert, seit 1840 als Monument historique klassifiziert
- Ehemaliges bischöfliches Schloss aus dem 14. und 16. Jahrhundert, seit 1927 als Monument historique eingeschrieben
- Haus Nicolas Appeleine aus dem 14. Jahrhundert
- Reste eines Turmes aus der Stadtmauer aus dem 15. Jahrhundert

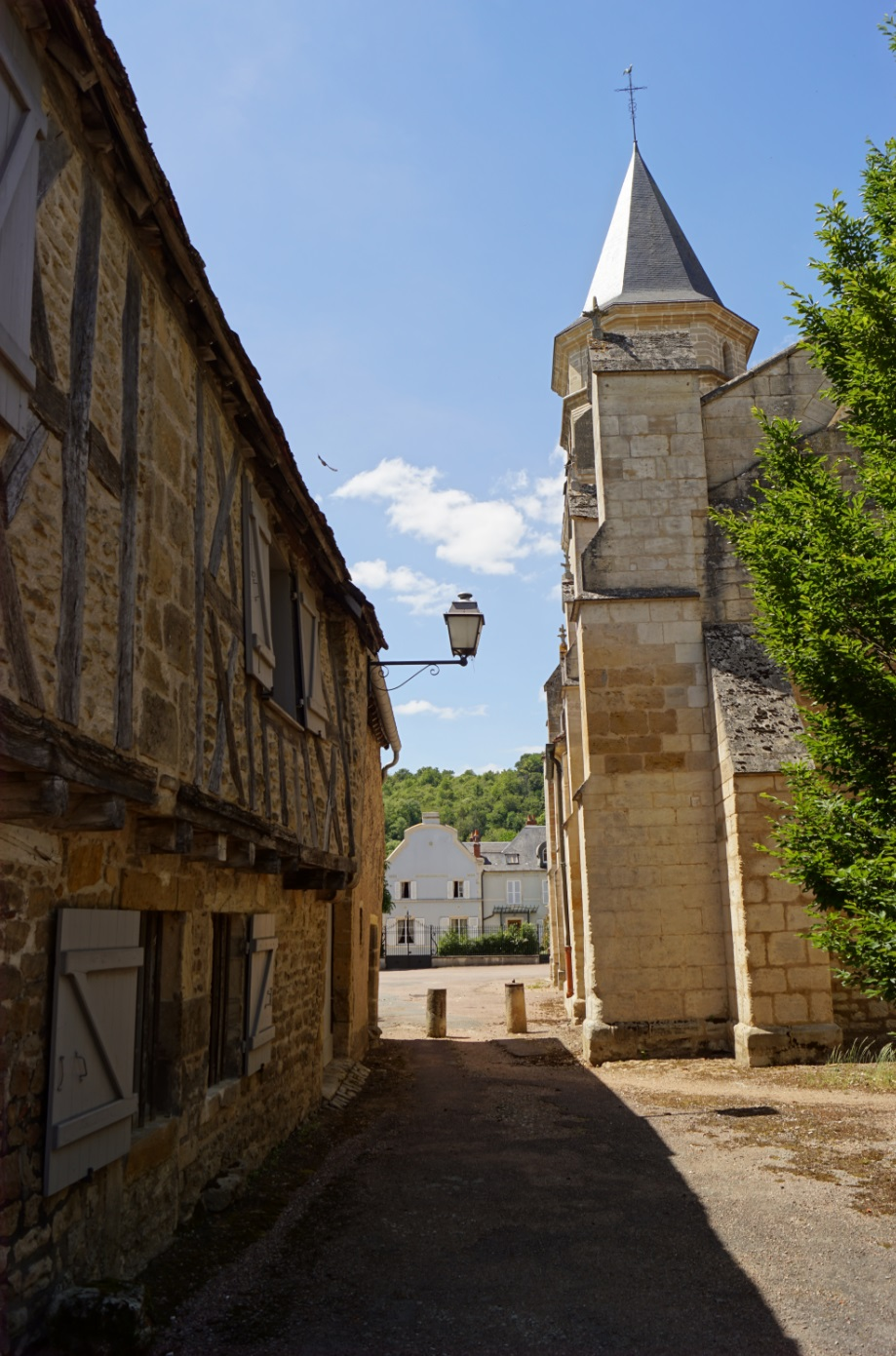
Kirche Saint-Marcel
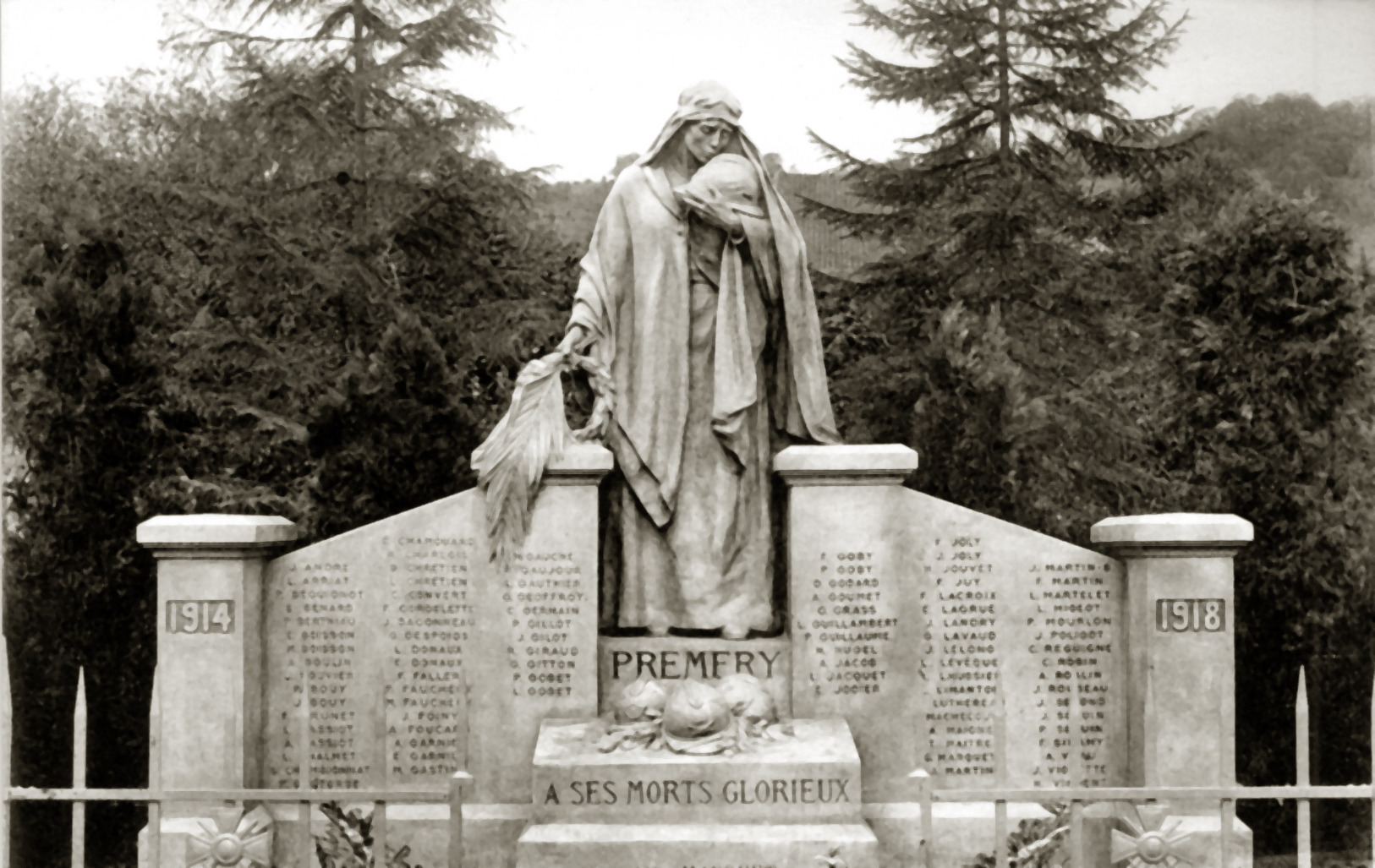
Gefallenendenkmal
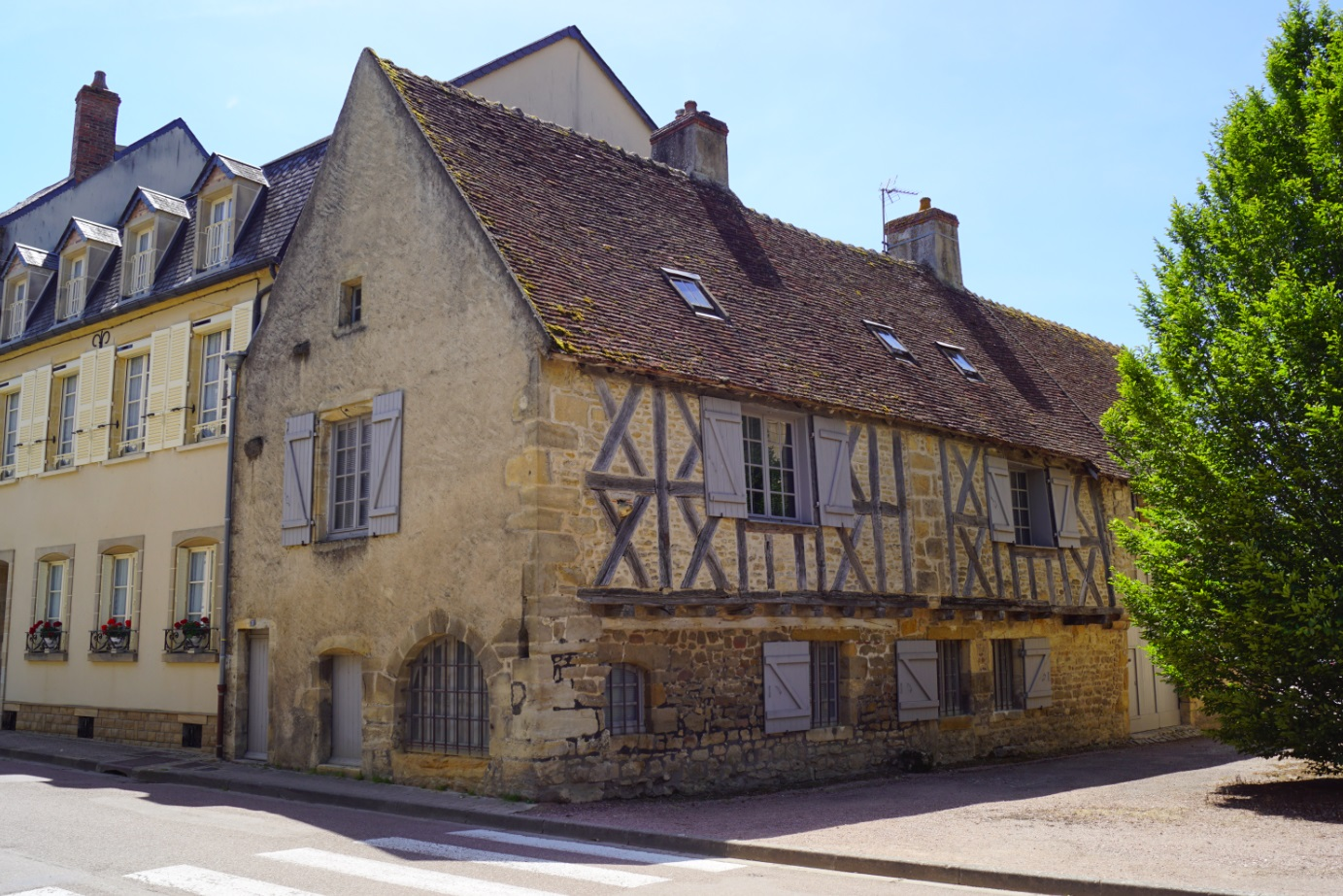
Haus Nicolas Appeleine
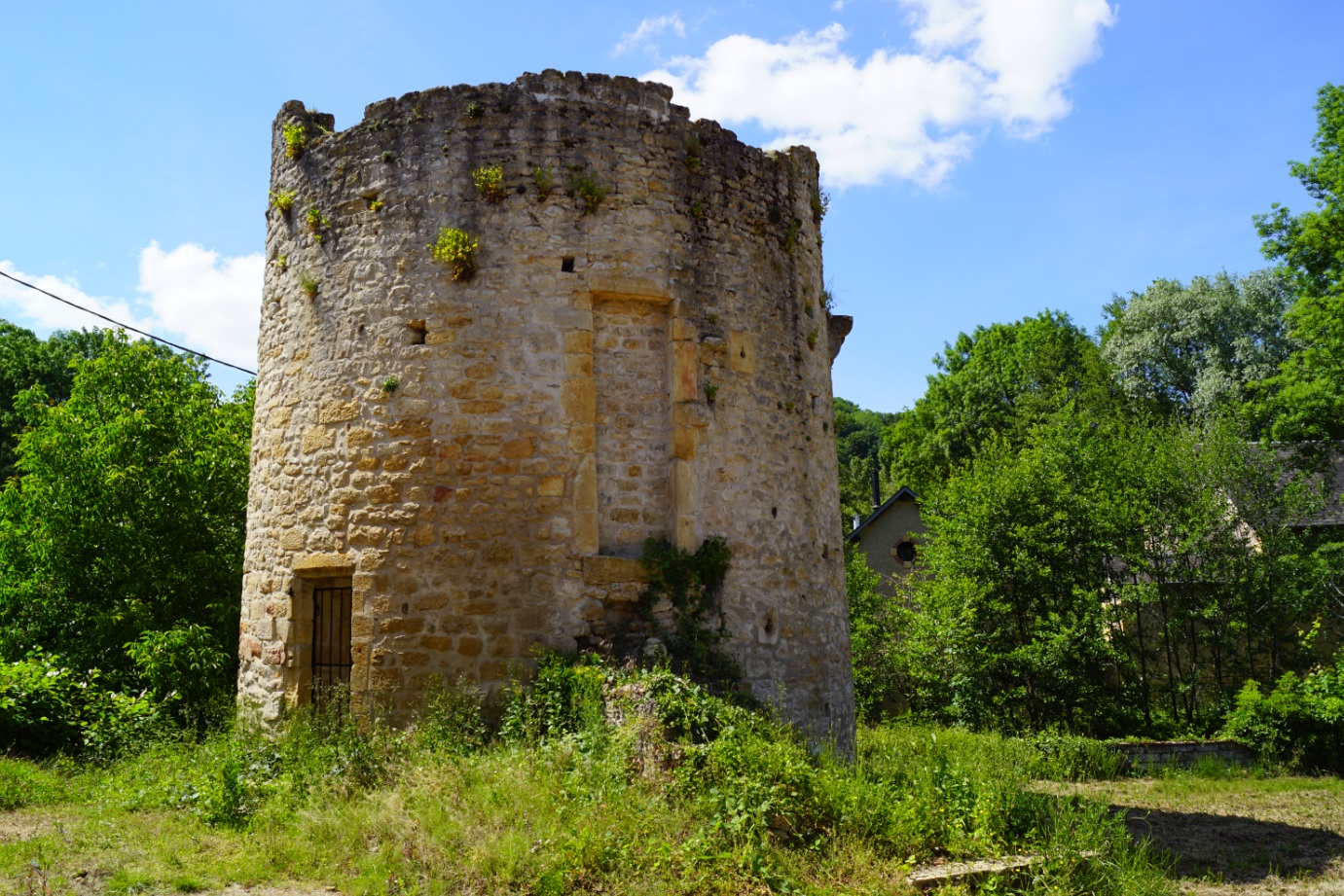
Reste eines Turmes

## Gemeindepartnerschaft
- Kastellaun im Hunsrück, Deutschland